# Miloš Dodo Doležal
Miloš Dodo Doležal (* 12. srpna 1966, Karviná) je český kytarista, skladatel, zpěvák a producent, který od roku 1991 vydal osm hudebních alb. Proslavil se jako frontman skupiny Vitacit, kde působil od roku 1985 do května 1991 a od roku 1994 do jejího rozpadu v roce 1998. Hrál v hudební skupině Pražský výběr.

## Život
Miloš Dodo Doležal začal zpívat v dětském sboru v Karviné. Se svojí manželkou se seznámil na střední škole. Má dvě dcery Kláru, historičku umění, Kristýnu, zdravotní sestru, a syna Miloše, který studuje konzervatoř. V roce 1991 odjel do Spojených států amerických, kde se i při studiích zlepšil ve hře na kytaru. Od roku 1994 žije s rodinou v Žirovnici, kde má vlastní nahrávací studio Hacienda. Se synem Milošem hraje od roku 2009 v hudební skupině. Jezdí na motorce a má rád filmy Miloše Formana.

## Diskografie

### Řadová alba
- 1991: My Little World
- 1992: Dráždivý dotek
- 1994: Miloš Dodo Doležal/Guy Mann-Dude
- 1997: Dodo hraje Hendrixe
- 2005: Nejvyšší vibrace
- 2010: Despekt
- 2012: Gen Sumerian
- 2016: Ohněm
- 2022: 1986 - 1991 Revisited Part 1.
- 2022: 1986 - 1991 Revisited Part 2.
- 2024: Level 777

### Singly
- Jsou to kecy
- Kyvadlo času